# Der Lotse geht von Bord
Der Lotse geht von Bord (im englischen Original Dropping the Pilot) ist eine Karikatur von John Tenniel, die am 23. März 1890 in der auf den 29. März datierten Ausgabe der britischen Satirezeitschrift Punch gemeinsam mit einem gleichnamigen Gedicht von Edwin James Milliken (1839–1897) erschien. Sie bezieht sich auf den wenige Tage zuvor erfolgten Rücktritt Otto von Bismarcks als Reichskanzler, der von Kaiser Wilhelm II. forciert worden war, und gilt als bekannteste Karikatur Tenniels und des Punchs sowie als eine der berühmtesten Karikaturen überhaupt. Sie bildete die Vorlage für viele weitere Karikaturen und ist häufig in deutschen Schulgeschichtsbüchern abgebildet. Die Redewendungen „Dropping the Pilot“ und „Der Lotse geht von Bord“ sind zu geflügelten Worten der englischen bzw. deutschen Sprache geworden.

## Historischer Kontext

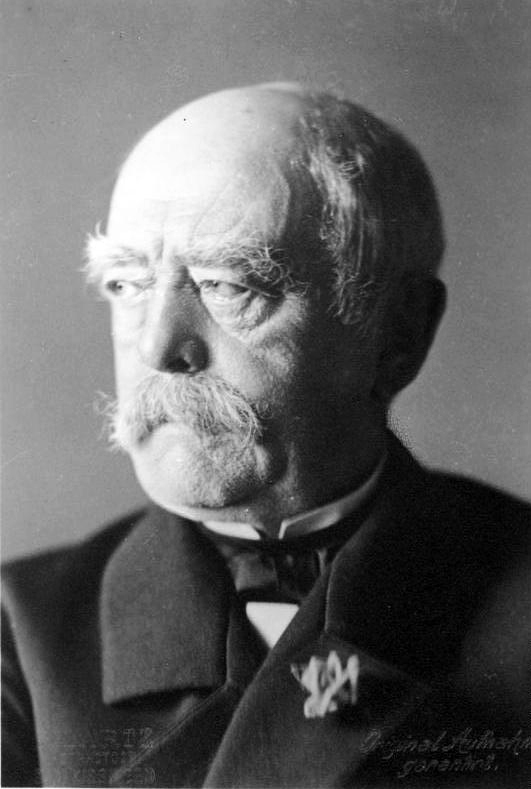
Otto von Bismarck (1890)

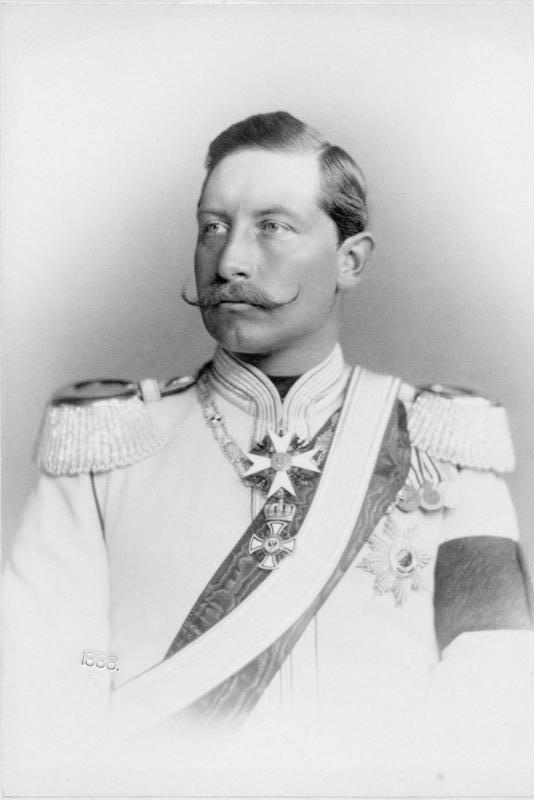
Wilhelm II. (1888)

Otto von Bismarck war ab 1862 Ministerpräsident des Königreichs Preußen und ab 1867 Bundeskanzler des Norddeutschen Bundes. Er hatte die Vorherrschaft Preußens in Deutschland durchgesetzt und gilt als treibende Kraft der deutschen Reichsgründung im Jahr 1871, ab der er Reichskanzler war. Als solcher galt er als wichtigste politische Persönlichkeit des Reichs, die ihre politischen Vorstellungen fast immer bei Kaiser Wilhelm I. durchsetzen konnte. So klagte Wilhelm: „Es ist nicht leicht, unter einem solchen Kanzler Kaiser zu sein.“
Nach dem Tod Wilhelms I. und seines Sohnes Friedrich III. im sogenannten Dreikaiserjahr 1888 kam Wilhelm II. auf den Thron. Bismarck hielt nicht viel vom jungen Wilhelm. Er sei ein „Brausekopf, könne nicht schweigen, sei Schmeichlern zugänglich und könne Deutschland in einen Krieg stürzen, ohne es zu ahnen und zu wollen.“ Wilhelm äußerte jedoch den Plan, selbst deutlich stärker politischen Einfluss zu nehmen: „Sechs Monate will ich den Alten verschnaufen lassen, dann regiere ich selbst.“ So kam es bald zu erheblichen Differenzen zwischen dem Kaiser und seinem Kanzler. Ursache waren unter anderem unterschiedliche Ansichten zur Bündnispolitik, zum Kulturkampf und zu den Sozialistengesetzen. Am 17. März 1890 ließ der Kaiser Bismarck die Nachricht überbringen, er solle noch am selben Tag ins Schloss kommen und sein Abschiedsgesuch mitbringen. Bismarck stellte es dem Kaiser am folgenden Tag zu. Damit endete die 19-jährige Amtszeit Bismarcks als Reichskanzler. Der Kaiser soll dies in einem Telegramm wie folgt kommentiert haben: „Das Amt des wachhabenden Offiziers ist Mir zugefallen. Der Kurs bleibt der alte: und nun Volldampf voraus!“ Über den Adressaten des Telegramms gibt es verschiedene Angaben. So werden Wilhelms alter Lehrer Georg Ernst Hinzpeter und der Großherzog von Sachsen-Weimar genannt.
Die Reaktionen auf Bismarcks Sturz fielen in Deutschland eher erleichtert aus. Der Kanzler hatte sich am Ende weitgehend isoliert. Unter den Sozialdemokraten war er wegen der Sozialistengesetze verhasst, aber auch bei den Liberalen und dem Zentrum war er unbeliebt, ebenso bei den polnischen Einwohnern der Ostprovinzen wegen seiner antipolnischen Politik. Selbst in seinem eigenen Lager, den sogenannten Kartellparteien, gab es wachsende Spannungen. Der junge Kaiser hingegen galt zu Beginn seiner Regierungszeit vielen als Hoffnungsträger.
Im europäischen Ausland fiel das Urteil anders aus. Bismarck war es durch seine Bündnispolitik in den Jahren zuvor gelungen, eine europäische Führungsrolle zu übernehmen und den Frieden in Europa zu sichern. Diese Friedenspolitik sollte vor allem den Interessen Deutschlands dienen und verschaffte ihm zugleich im Ausland Respekt. Sein Abgang rief deshalb vor allem Besorgnis hervor. So schrieb die britische Times: „Wir in diesem Lande hören die Nachricht vom Rücktritt des großen Mannes mit Bedauern und Besorgnis. Die Entfernung des Fürsten Bismarck vom Steuerruder […] ist von derart weitreichender Bedeutung, dass niemand, der dessen außerordentliche Verdienste um den europäischen Frieden kennt, dieses Ereignis ohne ein Gefühl der Furcht im Hinblick auf die Zukunft registriert.“ Diese Besorgnis richtete sich vor allem auf den Kaiser und seinen neuen Kanzler Leo von Caprivi. So schreibt die Times weiter: „Der Kaiser und der neue Kanzler haben ein leeres Papier vor sich, um darauf Geschichte zu schreiben. Die Welt fragt sich ängstlich, welche Art von Geschichte dies sein wird.“

## Beschreibung

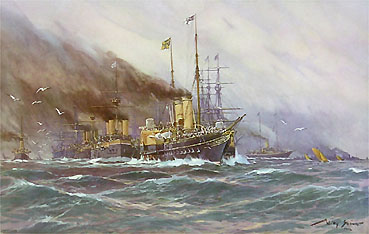
Die Hohenzollern auf einem Gemälde von Willy Stöwer

Die Karikatur zeigt einen Ausschnitt eines Schiffes. Der Politologe Stephan Leibfried vermutet dahinter eine Fantasiedarstellung der kaiserlichen Jacht Hohenzollern. Bismarck, der statt einer Uniform Seemannskleidung trägt, schreitet die Fallreepstreppe hinab. Unten wartet auf ihn ein nur teilweise sichtbares Boot. Bismarck wird entweder als verbittert, in sich gekehrt oder gedankenvoll, voller Zweifel und Sorge beschrieben. Der Kunsthistoriker Karl Arndt beschreibt Bismarcks Miene als düster, seine Haltung lasse ungebeugtes Selbstbewusstsein erkennen. Mit seiner linken Hand stützt Bismarck sich am Schiff ab. Die Hand liegt auf einer Halbklappe mit Scharnieren, in der sich ein Loch befindet. Über sie gibt es verschiedene Angaben. Arndt sieht darin eine Stückpforte eines Geschützes, Leibfried hält sie für seetaugliche Fensterläden. Die Zeichner von späteren Adaptionen der Karikatur stellten sie oft als Bullauge dar. Neben der Fallreep-Pforte lehnt über der Reling mit verschränkten Armen Wilhelm II. Er trägt eine Offiziersuniform und eine Fantasiekrone und blickt auf den scheidenden Kanzler. Sein Gesichtsausdruck wird als selbstbewusst, selbstgefällig, gelassen, kühl und gleichgültig oder höhnisch grinsend beschrieben. Neben Wilhelm könnte der hintere Teil einer Schiffskanone angedeutet sein.
Auffällig ist das Fehlen typischer Gestaltungsmerkmale von Karikaturen. So verzichtet Tenniel auf groteske Verzerrungen der Figuren und Übertreibungen im Handlungsablauf. Das einzige für Karikaturen typische Gestaltungsmittel, das Tenniel verwendet, ist die Versetzung von Bismarck und Wilhelm von der politischen in die nautische Welt. Diese Zurückhaltung ist laut Karl Arndt kennzeichnend für Tenniels politische Cartoons. Laut Thomas Noll sah sich Tenniel auch nicht als Karikaturist, sondern sein Ziel war es, „die satirische Darstellung dem Historienbild anzunähern.“ Aufgrund der fehlenden Verzerrungen führt Dietrich Grünewald Dropping the Pilot als ein klassisches Beispiel einer deskriptiven Karikatur an. Darüber hinaus verkörpert die Karikatur laut Lachlan R. Moyle viktorianische Zurückhaltung und Höflichkeit, da sie so gestaltet sei, keine der beiden Figuren zu verletzen.

## Interpretation
Laut dem Politologen Wolfgang Bergem (* 1962) lässt die Karikatur zwei mögliche Interpretationen zu. Zum einen kann das Verlassen des Schiffes durch den Lotsen andeuten, dass das Schiff alle schwierigen und gefährlichen Passagen der Reise hinter sich gelassen hat und nun zur großen Fahrt auf der offenen See aufbricht. Zum anderen kann man die Karikatur auch als Warnung verstehen, da ein Schiff ohne kundige Führung verunglücken kann, wenn es der Lotse zu früh verlässt. Laut Dietrich Grünewald lässt die verzerrungsfreie Präsentationsform der Karikatur keine Rückschlüsse auf eine Wertung zu, weshalb beide Interpretationen möglich seien. Für Imanuel Geiss verkörpert die Karikatur das Bedauern Europas über den Fall Bismarcks, der für die Europäer bis dahin als Symbol für die Stabilität Deutschlands galt.
Ernst Gombrich sieht ein Erfolgsrezept von Karikaturen darin, den Lesern zu sagen, dass es keinen Grund gibt, sich Sorgen zu machen. Dessen habe sich auch Tenniel bei Dropping the Pilot bedient, indem er Bismarck als Lotsen darstellt, obwohl er eigentlich der Kapitän des Staatsschiffs gewesen sei. Damit habe er versucht, den Schock zu beruhigen, den der Abgang des respektiertesten und gefürchtetsten Staatsmanns bei den englischen Lesern ausgelöst habe.
Karl Arndt sieht in der Karikatur in erster Linie einen huldigenden Nachruf auf Bismarck. Darüber hinaus sieht er in der Kleidung Bismarcks und Wilhelms einen Hinweis auf die unterschiedliche Einschätzung der beiden durch den Karikaturisten. Während Bismarck durch seine Seemannskleidung kompetent und professionell erscheint, unterstreicht aus Arndts Sicht die Krone Wilhelms seine jugendliche Unerfahrenheit, denn der Führer eines Schiffes stehe nicht mit einer Krone auf dem Kopf am Steuer. Die Bedeutung und Macht Bismarcks gegenüber Wilhelm wird laut Arndt auch durch die Wahl der Perspektive verdeutlicht, durch die Bismarck groß im Vordergrund erscheint, während der Kaiser kleiner im Hintergrund halb verdeckt durch die Bordwand dargestellt wird. Das Objekt neben Wilhelm hält Arndt für eine Kanone; die Klappe, auf die Bismarck seine Hand legt, interpretiert er als Geschützpforte. In diesen beiden Darstellungen sieht er einen Hinweis auf die Friedenspolitik Bismarcks und die Unsicherheit darüber, ob diese auch unter Wilhelm fortgesetzt werden wird.

### Titel

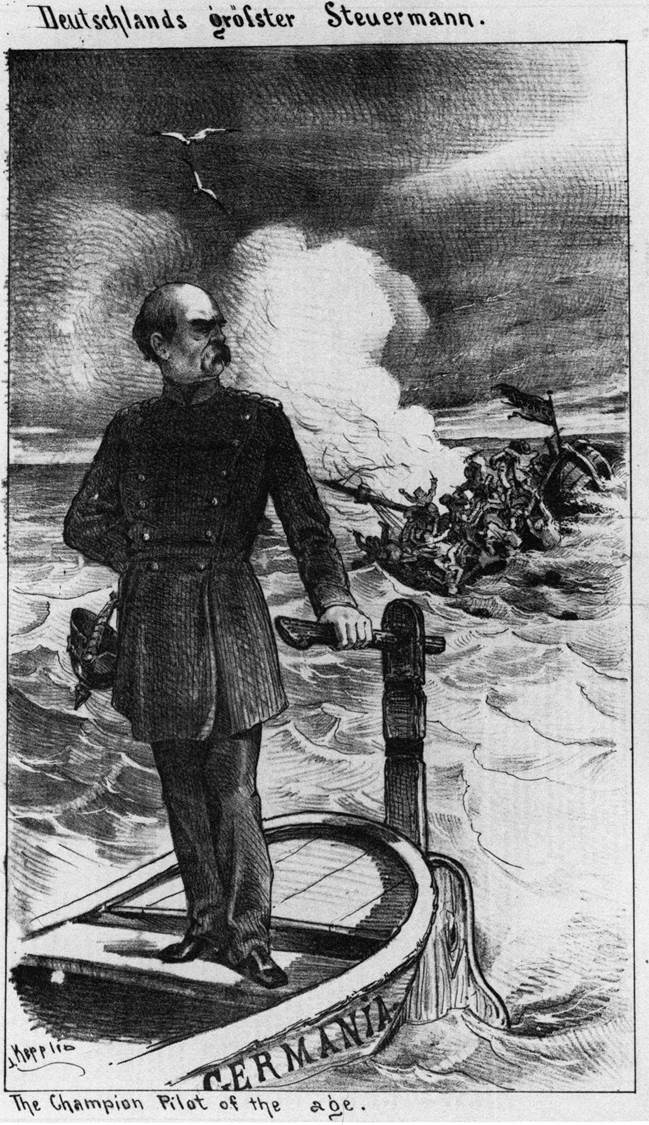
Deutschlands größter Steuermann – The champion pilot of the age von Joseph Keppler aus dem Jahr 1871

Der englische Originaltitel der Karikatur Dropping the Pilot heißt wörtlich übersetzt so viel wie „Den Lotsen entlassen/absetzen“. Er weist Wilhelm II. den aktiven Part zu, Bismarck hingegen ist nur das Objekt, das entlassen oder abgesetzt wird. Dies beschreibt die historischen Vorgänge deutlich genauer als die gängige deutsche Übersetzung Der Lotse geht von Bord. In ihr wird Bismarck zum Subjekt, das das Schiff verlässt. Damit wird eine freiwillige Aktion suggeriert, wo eigentlich eine unfreiwillige Reaktion gemeint ist. Das führt dazu, dass zum einen Wilhelm II. nicht als derjenige erscheint, der Bismarck von Bord wirft, zum anderen wird Bismarck im Gegensatz zum Originaltitel nicht zum hilflosen Gekündigten degradiert. Stephan Leibfried vermutet dahinter die preußische Zensur.
Das englische Wort „pilot“ kann im Zusammenhang mit der Seefahrt sowohl mit Lotse als auch mit Steuermann übersetzt werden. Leibfried geht davon aus, dass Tenniel den Steuermann meinte. So soll er von einer Karikatur zur deutschen Reichsgründung des österreichisch-amerikanischen Karikaturisten Joseph Keppler aus dem Jahr 1871 inspiriert worden sein. Auf ihr ist Bismarck als Steuermann des Bootes Germania zu sehen, im Hintergrund ist das untergehende französische Staatsschiff dargestellt. Sie war gleichzeitig mit „Deutschlands größter Steuermann“ überschrieben und mit „The champion pilot of the age“ untertitelt. Laut Leibfried macht es auch einen entscheidenden Unterschied, ob der Lotse das Schiff nach getaner Arbeit verlässt oder das Schiff ohne Steuermann führungslos zurückbleibt.

### Gedicht
Dropping the Pilot wurde im Punch zusammen mit einem Gedicht gleichen Namens von Edwin James Milliken präsentiert. Dieses besteht aus vier Strophen mit jeweils neun Versen. Für Lachlan R. Moyle zeigt es deutlicher als die Karikatur die Besorgnis der Briten über die Entlassung Bismarcks. Dabei verweist Moyle auf die letzten fünf Verse der zweiten Strophe.
| Dropping the Pilot GREAT Pilot, whom so many storms have tried, To see thee quit the helm at last, at last, And slow descend that vessel’s stately side, Whilst yet waves surge and skies are overcast, Wakes wondering memories of that mighty past, Shaped by a guiding hand, Strong to direct as strenuous to command. When yet did a great ship on the great sea Drop Pilot like to thee? The “wakeful Palinurus” of old song Drowsed at the last, and floods his corpse did whelm; But thou hast ever been alert as strong, Pilot who never slumbered at the helm. Impetuous youth aspires to rear a realm, And the State-bark to steer In other fashion. Is it faith or fear Fills the old Pilot’s spirit as he moves Slow from the post he loves? No “branch in Lethe dipped by Morpheus” slacks This Pilot’s sight, or vanquishes his force. The ship he leaves may steer on other tacks; Will the new Palinurus hold her course With hand as firm and skill of such resource? He who, Æneas-like, Now takes the helm himself, perchance may strike On sunken shoals, or wish, on the wild main, The old Pilot back again. These things are on the knees of the great gods; But, hap what hap, that slow-descending form, Which oft hath stood with winds and waves at odds, And almost single-handed braved the storm, Shows an heroic shape; and high hearts warm To that stout grim-faced bulk Of manhood looming large against the hulk Of the great Ship, whose course, at fate’s commands, He leaves to lesser hands! |  | Übersetzung GROSSER Pilot, durch so viele Stürme geprüft, Zu sehen, wie Du endlich, endlich das Ruder lässt, Und schreitest langsam des Schiffes stattliche Seite herab, Während noch Wellen wogen und Himmel bedeckt sind, Weckt wundersame Erinnerungen dieser machtvollen Vergangenheit, Geformt durch eine führende Hand, So stark anleitend wie energisch befehlend. Wann hat je ein großes Schiff auf großer See Einen Piloten verloren, wie Dich? Jener „wachsame Palinurus“ aus altem Lied Schlummerte am Ende, seine Leiche von Fluten übermannt; Doch Du warst immer so wach wie stark, Pilot der nie am Ruder schlief. Ungestüme Jugend strebt ein Reich zu errichten, Und die Staatsbark zu lenken Auf andere Weise. Ist es Glaube oder Furcht Die erfüllt den Geist des alten Piloten da er geht Langsam von dem Posten den er liebt? Kein „in Lethe getauchter Zweig von Morpheus“ erschlafft Dieses Piloten Sicht, noch bezwingt es seine Kraft. Das verlassene Schiff mag auf anderen Wegen steuern; Wird der neue Palinurus ihren Kurs halten Mit gleichsam fester Hand und solcher Fertigkeit? Er, der Aeneas gleich, Nun selbst das Steuer greift, mag vielleicht treffen Auf versunkene Untiefen, oder wünschen, an wilder Küste, Den alten Piloten wieder zurück. Diese Dinge ruhen auf den Knien der großen Götter; Aber, passiere was will, jene sanft verschwindende Form, Die oft dem Winde und Wellen entgegen stand, Und fast allein dem Sturme trotzte, Zeigt eine heldenhafte Gestalt; und hohe Herzen erwärmen sich Für jene, mit finsterem Blick versehene, starke Masse Von Männlichkeit, welche sich hoch gegen den Rumpf abzeichnet Des großen Schiffes, dessen Kurs, nach Schicksals Gebot, Er in geringeren Händen lässt! |

## Entstehung und Veröffentlichung
Über die Entstehung von Dropping the Pilot gibt es einige Gerüchte. Eines davon besagt, der Zeichner Tenniel habe von Königin Victoria von der bevorstehenden Entlassung Bismarcks erfahren. So soll sie bei einer Audienz aus Versehen die Pläne ihres Enkels Wilhelm verraten haben. Das wird von dem australischen Historiker Richard Scully als falsch angesehen, denn das Ende der Amtszeit Bismarcks soll schon einige Tage vor seinem offiziellen Rücktrittsgesuch am 18. März bekannt gewesen sein.
Die Idee für Dropping the Pilot soll vom schreibenden Mitarbeiter des Punch Gilbert Arthur à Beckett (1837–1891) stammen. Er habe sie kurz vor einem Dinner der Redaktion am 19. März 1890 vorgeschlagen, an dem er wegen einer Krankheit nicht teilnehmen konnte. Dort soll sie von der Redaktion begeistert aufgenommen worden sein. Edward Linley Sambourne behauptete in einem Tagebucheintrag jedoch, die Idee, dass Bismarck die Leiter an der Seite des Schiffes hinabsteigt, gehe auf ihn zurück. Innerhalb von 48 Stunden nach dem Dinner hatte John Tenniel die Zeichnung fertiggestellt und zum Holzschneider des Punchs Joseph Swain (1820–1909) geschickt, von wo aus sie am nächsten Tag zu den Druckern des Punchs gelangte. Diese arbeiteten über das Wochenende, weshalb die neue Ausgabe am Montag, dem 23. März, erscheinen konnte, obwohl sie auf den 29. März datiert wurde. Dropping the Pilot erschien dabei als „big cut“, also die große Karikatur der Woche, auf einer Doppelseite. Dies war eher eine Ausnahme und blieb bedeutenden Anlässen vorbehalten.
Die Karikatur soll bei der Leserschaft sehr gut angekommen sein. Der Earl of Rosebery und spätere Premierminister Archibald Primrose, ein intimer Freund der Familie Bismarck, erwarb von Tenniel die Originalzeichnung. Eine originalgetreue Kopie schenkte er später Bismarck, der sie sehr mochte und mit „It is indeed a fine one!“ („Sie ist in der Tat eine schöne!“) kommentierte. Bismarcks Ehefrau Johanna von Puttkamer soll sie über dem Bett im Schloss Schönhausen aufgehängt haben.
Über die Meinung Kaiser Wilhelms zu der Karikatur gibt es verschiedene Angaben. Einige Quellen behaupten, sie habe ihm sehr gefallen, anderen Quellen zufolge sei er bis auf die nautische Metapher unglücklich über sie gewesen.

## Weitere Werke Tenniels zu Bismarck und Wilhelm II.

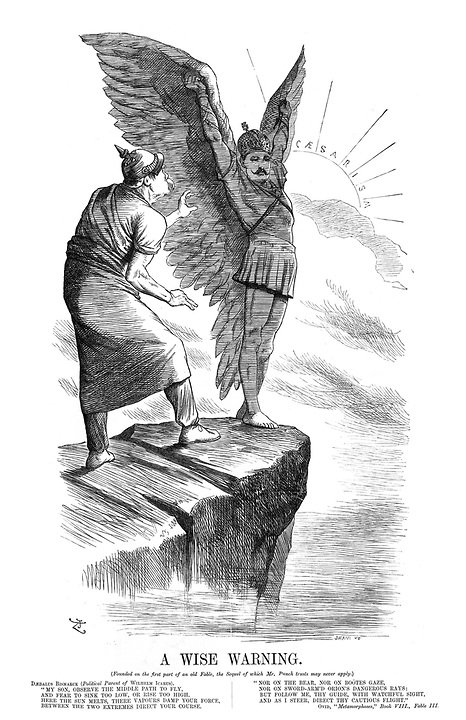
A Wise Warning (1888)
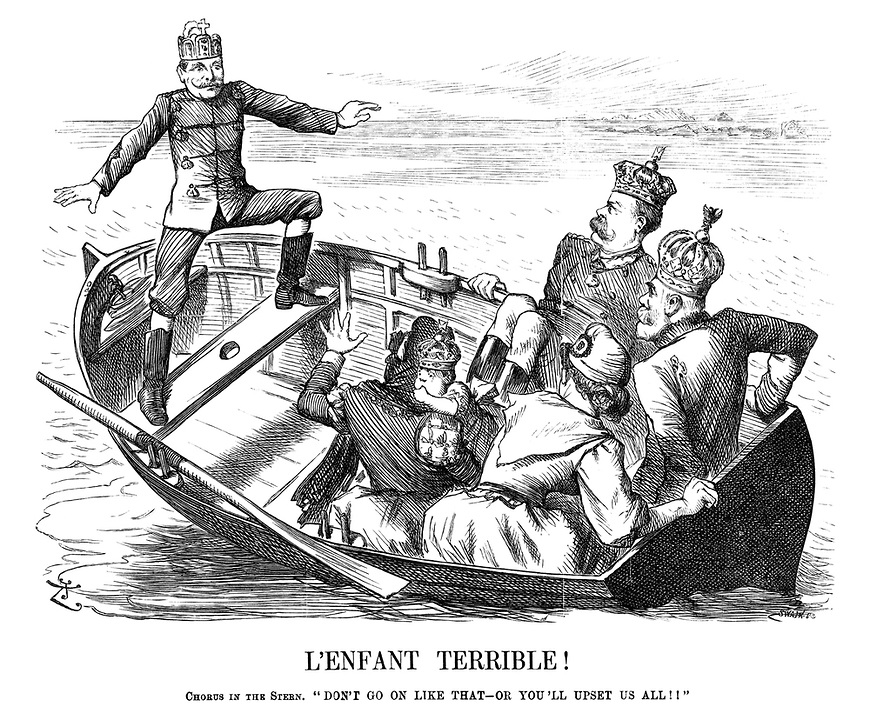
L’enfant terrible! (1890)
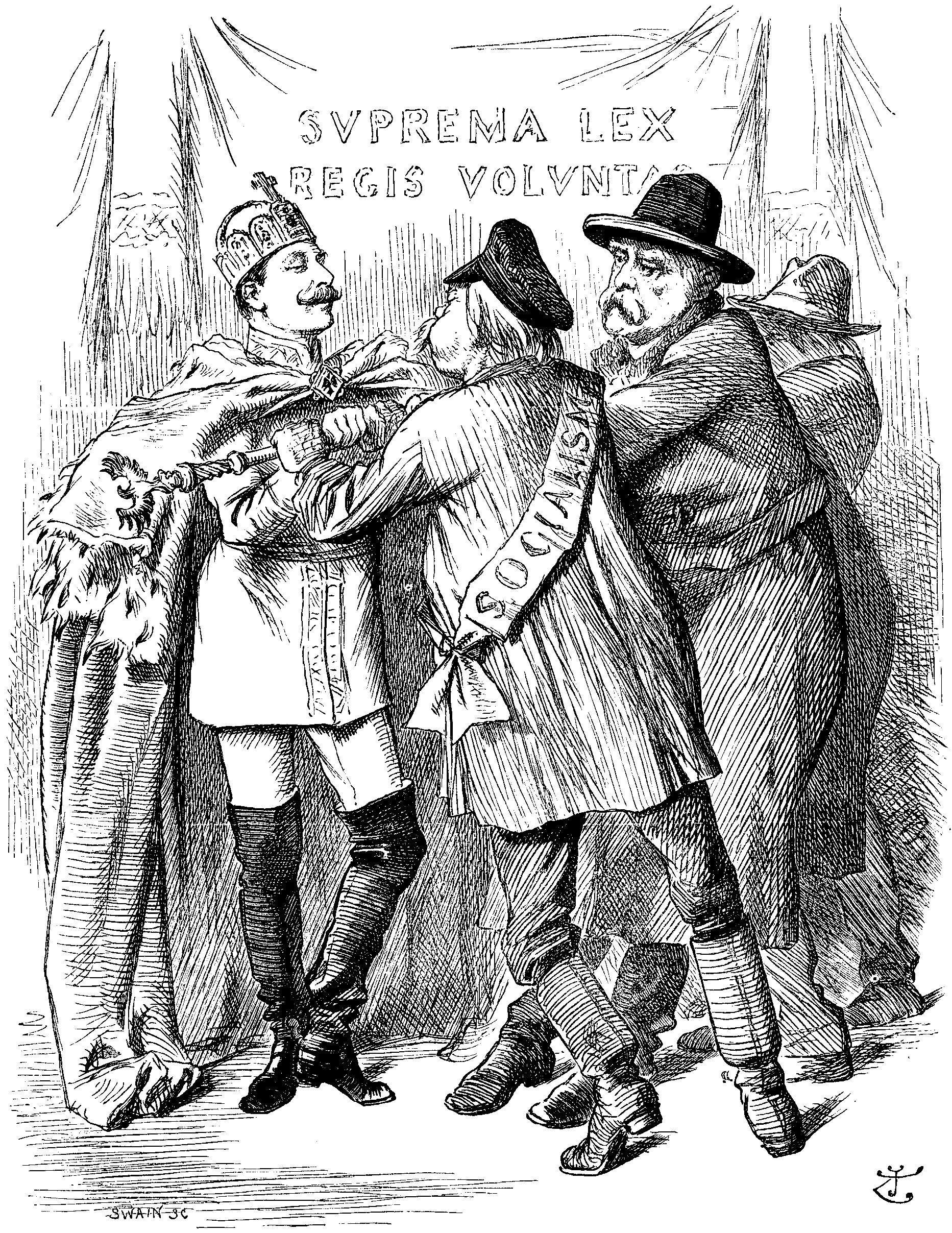
The little Germania Magnate (1891)
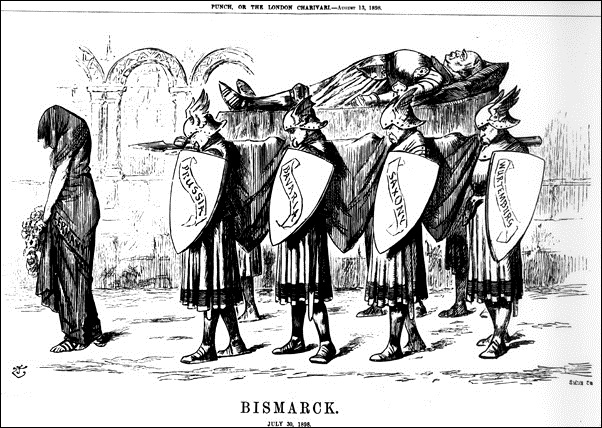
Bismarck (1898)

Bereits am 6. Oktober 1888 wurde im Punch die Karikatur A Wise Warning (Eine weise Warnung) Tenniels veröffentlicht, auf der Bismarck und Wilhelm II. zu sehen sind. Wilhelm wird auf ihr als Ikarus dargestellt, der auf einem Felsen steht, seine Flügel ausbreitet und kurz davor ist, loszufliegen. Bismarck erscheint in der Rolle des besorgten Vaters Dädalus. Im Hintergrund ist die Sonne des Cäsarismus zu sehen, die Wilhelm lockt. In der Bildunterschrift bringen die Herausgeber des Punchs ihr herablassendes Vertrauen zum Ausdruck, dass der zweite Teil der alten Fabel (also der Absturz Ikarus’) nicht stattfinden wird. Des Weiteren legen sie Bismarck acht Zeilen aus der Fabel Daedalus und Icarus aus Ovids Metamorphosen in den Mund, in denen Ikarus davor gewarnt wird, nicht zu nah an der Sonne, aber auch nicht zu nah am Meer zu fliegen.
Am 10. Mai 1890, also kurz nach der Veröffentlichung von Dropping the Pilot, erschien eine weitere Karikatur Tenniels, die Wilhelm II. als Thema hatte und auf der er deutlich unvorteilhafter dargestellt wurde. Auf ihr ist der deutsche Kaiser zusammen mit Repräsentanten von Spanien, Frankreich, Österreich-Ungarn und Italien in einem Boot zu sehen. Spanien wird dabei von der Regentin Maria Christina vertreten, die ihren dreijährigen Sohn Alfons XIII. auf ihrer Schulter hält. Österreich-Ungarn wird durch Kaiser Franz Joseph I. und Italien durch König Umberto I. vertreten. Nur die französische Republik wird nicht durch einen Regenten, sondern durch die Nationalfigur Marianne repräsentiert. Durch das ungestüme Verhalten Wilhelms droht das Boot zu kentern. Dies wird auch durch die Bildunterschrift verdeutlicht. Auf ihr wird Wilhelm als Enfant terrible, also als schreckliches Kind bezeichnet. Die anderen Bootsinsassen geben als Chor im Heck die Bedenken von sich, dass sie alle kentern würden, falls Wilhelm so weitermache („Chorus in the Stern. ‚Don’t go on like that — or you upset us all!!‘“). Der australische Historiker Richard Scully sieht darin eine Referenz auf Wilhelms Enthusiasmus für einen „kaiserlich-protegierten Sozialismus“, der Europas Stabilität gefährdete. Wilhelm trägt die Reichskrone des Heiligen Römischen Reiches. Karl Arndt sieht darin einen Hinweis darauf, dass Wilhelm sich im Glanz alter Kaiserherrlichkeit gefiel und unzeitgemäße Rollen schätzte.
Im August 1891 trug sich Wilhelm mit dem Spruch „Suprema lex regis voluntas!“ („Der Wille des Herrschers ist das höchste Gesetz“) in das Goldene Buch von München ein. Dieser absolutistische Herrschaftsanspruch sorgte für Aufsehen und Missfallen, auch in Großbritannien, wo man aufgrund der starken parlamentarischen Tradition dem kontinentalen Absolutismus argwöhnisch gegenüberstand. So veröffentlichte Tenniel am 28. November im Punch eine Karikatur zu diesem Ereignis. Auf ihr ist Wilhelm im Stile absolutistischer Herrscher dargestellt. Er trägt erneut die alte Kaiserkrone, einen Hermelinmantel und hat die Füße zu einem übertriebenen Tanzschritt gesetzt. Ihm gegenüber stehen Bismarck in ziviler Kleidung und eine Personifikation des Sozialismus, die versuchen, Wilhelm sein Zepter zu entreißen. Im Hintergrund ist auf einem Banner der ins Goldene Buch eingetragene Spruch zu sehen. Untertitelt ist die Karikatur mit The little Germania Magnate; or trying to sway the sceptre (deutsch: Der kleine deutsche Magnat, oder: Der Versuch das Zepter zu schwingen).
Den Tod Bismarcks am 30. Juli 1898 kommentierte Tenniel zeichnerisch auf einer Doppelseite im Punch vom 13. August. Darauf ist der tote Bismarck zu sehen, wie er von Personifikationen unter anderem Preußens, Bayerns, Sachsens und Württembergs getragen wird. Davor läuft Deutschland in Gestalt einer trauernden Frau. Die Darstellung beschreibt Karl Arndt als würdevoll ritterlich-romantisch, nicht frei von Sentimentalität, aber frei von Ironie. Aus seiner Sicht kommt darin das hohe Ansehen zum Ausdruck, das Bismarck zu dieser Zeit immer noch genoss. Darin unterschied er sich von dem negativen Bild Wilhelm II. im Punch und anderen Zeitungen.

## Nachwirkung

### Bewertung
Dropping the Pilot gilt als die bekannteste Karikatur John Tenniels und des Punchs sowie eine der berühmtesten Karikaturen überhaupt. Karl Walther bezeichnete sie in seinem 1898 erschienenen Werk Bismarck in der Karikatur als die „Perle aller englischen Karikaturen“. Der Politikwissenschaftler Franz Schneider (1932–2013) sieht in ihr „die berühmteste Karikatur zur deutschen Politik“. Dieter und Gisela Burkamp bezeichnen Dropping the Pilot als „Jahrhundertzeichnung“.

### Adaptionen
Dropping the Pilot bildet die Vorlage für viele weitere Karikaturen, die neben Deutschland und Großbritannien auch in den USA, den Niederlanden, Südafrika und Neuseeland erschienen. Aus diesem Grund wurden die Karikatur und einige ihrer Abwandlungen zum 100. Jubiläum 1990 mit einer Ausstellung im Wilhelm-Busch-Museum in Hannover gewürdigt, die danach auch im Mönchehaus Museum Goslar und im Kunstverein Oerlinghausen zu sehen war. In ihr wurden Arbeiten von 23 Künstlern präsentiert.

#### Adaptionen mit Bezug zu Bismarck und Wilhelm II.

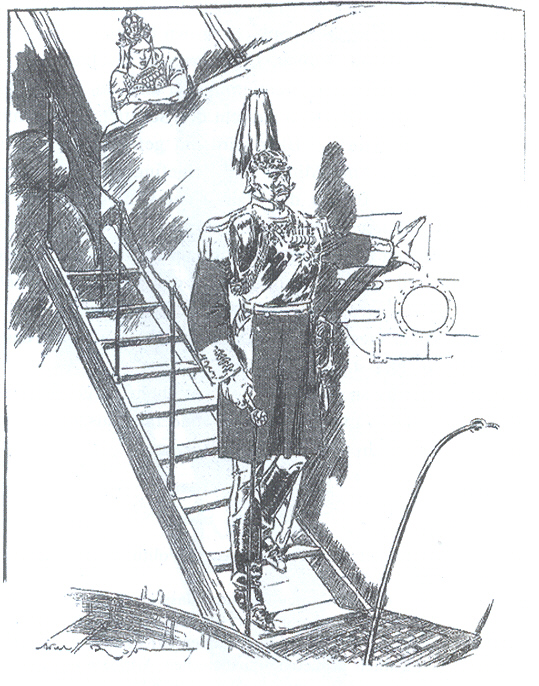
Prophecy? (Dropping the Pilot) von Will Dyson aus dem Jahr 1914.
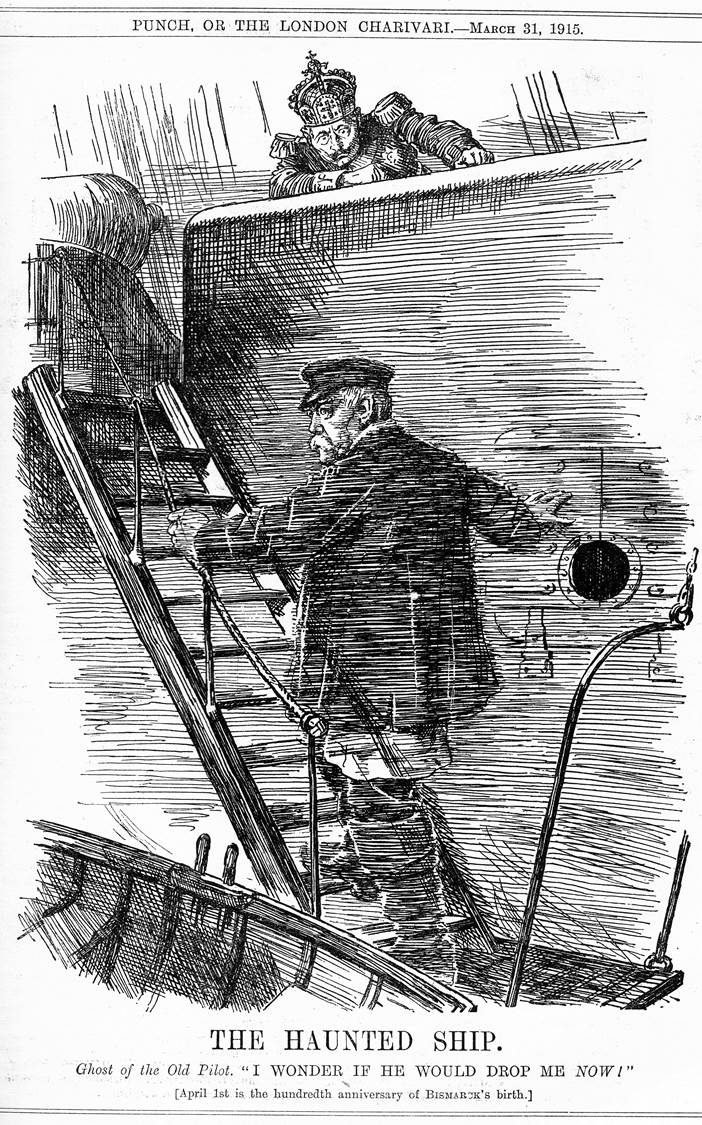
The Haunted Ship von Bernard Partridge aus dem Jahr 1915.
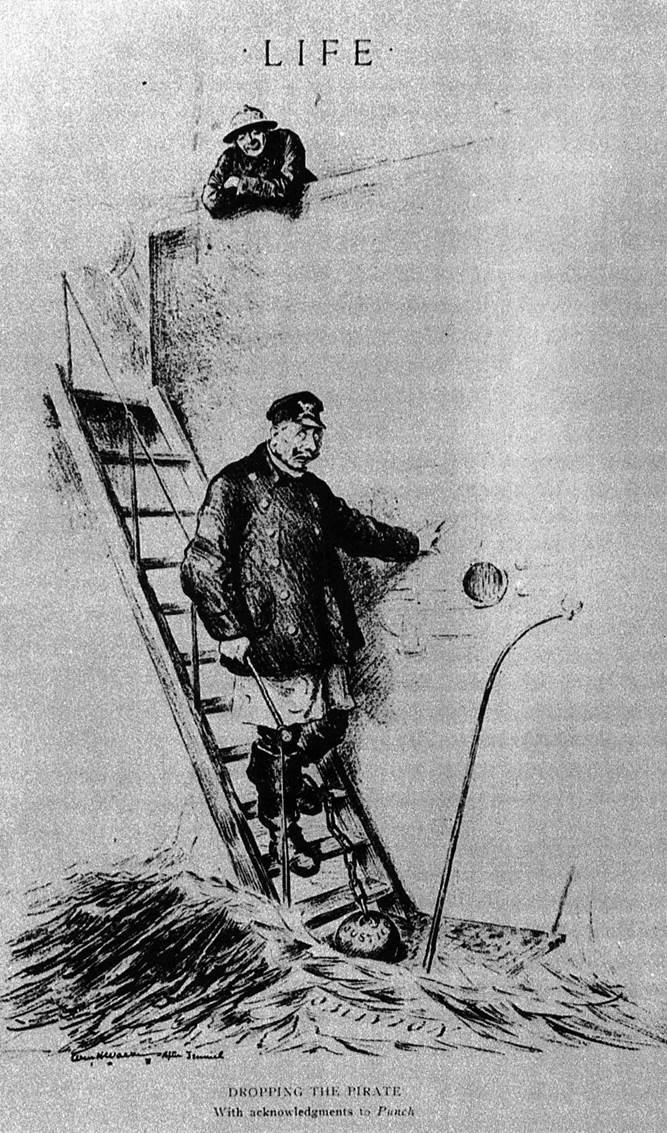
Dropping the Pirate von William H. Walker aus dem Jahr 1918.

Am 10. Oktober 1914, wenige Monate nach dem Beginn des Ersten Weltkrieges, erschien im Daily Herald die Karikatur Prophecy? (Dropping the Pilot) (deutsch: Prophezeiung? (Den Lotsen absetzen)) von Will Dyson (1880–1938). Auf ihr nimmt Wilhelm II. die Rolle Bismarcks ein und verlässt das Schiff über das Fallreep. Im Gegensatz zu Bismarck trägt der Kaiser dabei jedoch seine Uniform. Beobachtet wird er von Germania, der Personifikation Deutschlands. Im Gegensatz zum Original, in dem Wilhelm II. Bismarck mit einem lockeren Gesichtsausdruck hinterherblickt, blickt Germania ärgerlich bis ungehalten. Jost Rebentisch sieht darin eine „augenfällige Trennung“ zwischen Deutschland und Wilhelm II.
Direkten Bezug zum Original nimmt The Haunted Ship (deutsch: Das Spuk-Schiff) von Bernard Partridge (1861–1945), die im Punch vom 31. März 1915 anlässlich des hundertsten Geburtstags Bismarcks veröffentlicht wurde. Die Karikatur zeigt den durchsichtigen Geist Bismarcks als Wiedergänger, der das Fallreep vom Beiboot aus wieder hinaufklettert. Beobachtet wird er dabei von einem deutlich gealterten Wilhelm, der als überrascht oder entsetzt beschrieben wird. Er trägt im Gegensatz zum Original nun die Kaiserkrone des Deutschen Reichs. Bismarck, der als Ghost of the old pilot (Geist des alten Lotsen) bezeichnet wird, fragt sich, ob der Kaiser ihn jetzt auch noch entlassen würde („I wonder if he would drop me now“).
Auf die Abdankung Wilhelms II. bezieht sich die Karikatur Dropping the Pirate (deutsch: Den Piraten absetzen) von William H. Walker (1871–1938), die im Dezember 1918 im amerikanischen Magazin Life erschien. Sie zeigt den zu der Zeit bereits abgedankten Kaiser Wilhelm, der das Schiff über das Fallreep verlässt. An Deck beobachtet ihn dabei ein Soldat der Siegermächte des Ersten Weltkriegs. Wie Bismarck trägt Wilhelm Seemannskleidung, allerdings zeigt seine Mütze das Piratensymbol. Zudem hängt an seinem linken Fuß eine Kette mit einer Kugel, auf der „justice“ (Gerechtigkeit) steht. Anders als bei Bismarck wartet auf Wilhelm kein Boot am Ende der Treppe, sondern nur das Meer, in dem ein Brett mit der Aufschrift „oblivion“ (Vergessenheit) schwimmt. Das Wortspiel mit „Pirat“ und „Pilot“ taucht bereits in der komischen Oper Die Piraten von Penzance aus dem Jahr 1879 auf.

#### Weitere Adaptionen

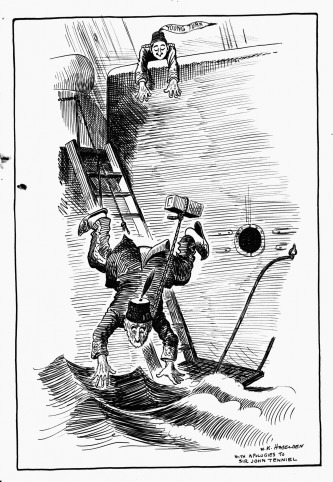
Dropping the Pilot von William Haselden, 1909
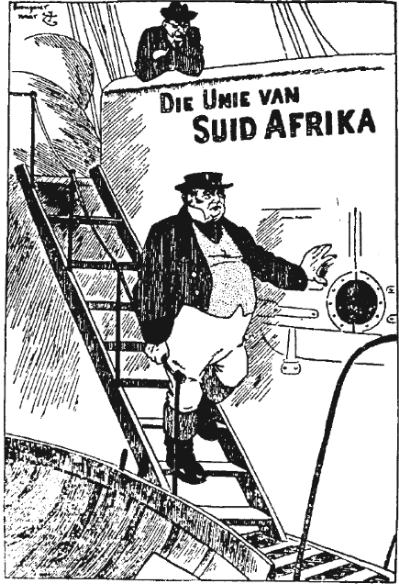
Dropping the Pilot von D. C. Boonzaier, 1924
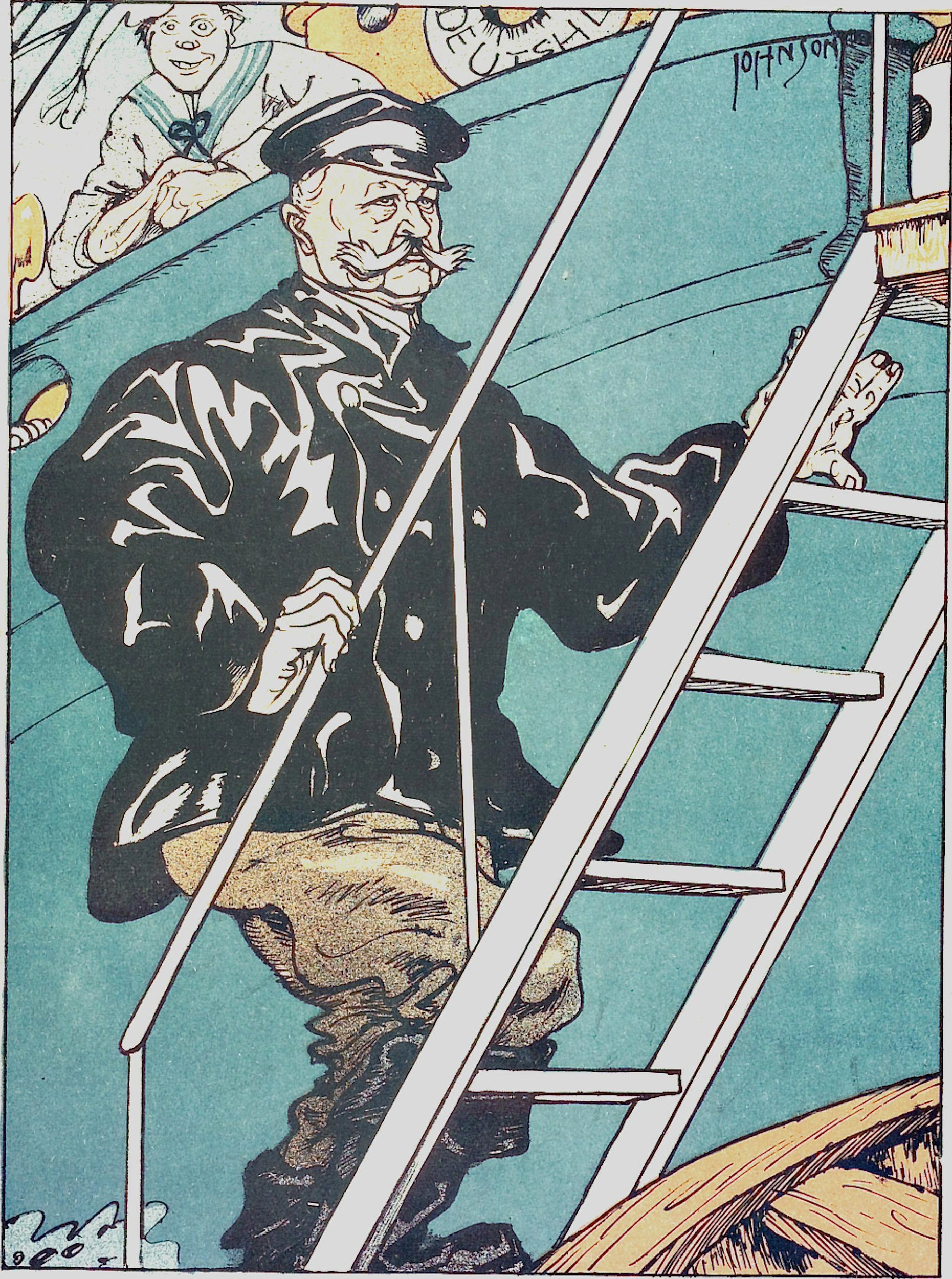
Der Lotse besteigt das Schiff von Arthur Johnson, 1925

Im Daily Mirror erschien 1909 eine Karikatur von William Haselden (1872–1953), die den Sturz des osmanischen Sultans Abdülhamid II. karikiert. Abdülhamid benutzt darin nicht den Fallreep, sondern wird von einem Jungtürken mit einem Stein beschwert ins Meer geworfen.
In einer 1924 in Die Burger veröffentlichten Karikatur des Südafrikaners D. C. Boonzaier (1865–1950) verlässt John Bull, die Personifikation des Königreichs Großbritannien, das Schiff Die Unie van Suid-Afrika. Beobachtet wird er dabei vom südafrikanischen Premierminister Barry Hertzog.
Das von Arthur Johnson stammende Titelbild des Kladderadatsch vom 10. Mai 1925 dreht die Richtung des Lotsen um. Es zeigt eine Karikatur Paul von Hindenburgs, der mit energischem Schritt über das Fallreep das Schiff betritt. Beobachtet wird er dabei von einem zufrieden lächelnden Deutschen Michel in Matrosenuniform. Hindenburg war kurz vorher zum Reichspräsidenten gewählt worden. Durch den Titel Der Lotse besteigt das Schiff sollte er zum direkten Nachfolger Bismarcks stilisiert werden. Zudem sollte die Wahl als verheißungsvolles Ereignis in eine ehrwürdige nationalgeschichtliche Perspektive gerückt werden.
Nach der Unterhauswahl 1945, die die Conservative Party deutlich gegen die Labour Party verlor, musste der britische Premierminister Winston Churchill von seinem Amt zurücktreten. Diesen Abgang kommentierte Daniel Bishop mit einer Karikatur mit dem Titel Dropping the Pilot, auf der Churchill an Bismarcks Stelle tritt. Mit einer Zigarre im Mund verlässt er gelassen und selbstbewusst das moderne Schlachtschiff. Laut Arndt sollte der Rücktritt damit als einschneidendes Ereignis dargestellt werden.
Vor dem konstruktiven Misstrauensvotum am 1. Oktober 1982 gegen Helmut Schmidt und der damit verbundenen Bonner Wende erschien auf dem Titelblatt des Spiegels vom 20. September eine Darstellung Schmidts als von Bord gehender Lotse. Die Zeichnung von Hermann Degkwitz ist eine fast identische Kopie von Tenniels Bismarck-Darstellung. Nur die Kopfbedeckung wurde zu einer Helgoländer Lotsenmütze verändert. Auf eine Darstellung eines Beobachters wurde ebenfalls verzichtet. Laut Karl Arndt sollte Schmidt durch die Gleichsetzung mit Bismarck als Staatsmann allerhöchsten Ranges dargestellt werden. Die Krise der sozialliberalen Koalition hatte zuvor bereits Walter Hanel in einer Karikatur mit dem Titel Der Lotse bleibt an Bord verarbeitet, die am 2. September in der FAZ erschienen war. Darauf ist Schmidt als Steuermann des gestrandeten Schiffs namens Koalition zu sehen. Der zuvor bereits mehrfach geflickte Schiffsrumpf ist bis auf wenige Planken zerfallen. Trotz dieses Zustands versucht Schmidt noch zu manövrieren. Ebenfalls auf dem Schiff befindet sich Außenminister und Vizekanzler Hans-Dietrich Genscher, der in der Nähe des Beiboots seine Angel ausgeworfen hat. Dies wird als das Angeln nach neuen Koalitionspartnern und der Versuch des politischen Überlebens interpretiert.
Anlässlich des erzwungenen Rücktritts Erich Honeckers am 18. Oktober 1989 veröffentlichte Luis Murschetz in der Zeit eine Karikatur mit dem Titel Der Lotse soll von Bord. Sie zeigt ein Schiff mit der DDR-Flagge, auf dem ein überdimensional großer Honecker sitzt, der von einer Menschenmasse von Bord gestoßen werden soll. Da er sich jedoch dagegen wehrt, gerät das Schiff durch den Druck der Massen in Schräglage. Ein auf dem Schiff befindliches Rettungsboot bleibt unbenutzt.
Einen Tag nach der Deutschen Wiedervereinigung im Jahr 1990 erschien im New Zealand Herald die Karikatur Dropping the Pilots von Laurence Clark (* 1949). Sie zeigt ein Schiff namens Germany, das von den Hauptsiegermächten in Person von Winston Churchill, Franklin D. Roosevelt, Josef Stalin und Charles de Gaulle über das Fallreep verlassen wird. Der damalige Bundeskanzler Helmut Kohl beobachtet dies von der Reling aus.
Im Sommer 2007, kurz vor dem Rücktritt Tony Blairs als britischer Premierminister, erschien eine Karikatur des Briten Martin Rowson (* 1959), die Blair an die Stelle Bismarcks setzt. Von der Reling aus wird er von seinem späteren Nachfolger Gordon Brown beobachtet. Aus dem Loch in der Schiffswand, das Rowson als Bullauge interpretiert, schaut mit lächelndem Gesicht der Vorsitzende der Konservativen und „Schatten-Premierminister“ David Cameron. Blair fletscht seine Zähne, was darauf hindeutet, dass er das Schiff nicht freiwillig verlässt. Zudem hält er seine linke Hand, mit der er das V-Zeichen formt, nach oben. Für den Betrachter der Karikatur sieht es aus wie das „Victory-Zeichen“. Brown sieht jedoch Blairs Handrücken, womit sich die Geste in Großbritannien zu einer Beleidigung verkehrt.
Auch Horst Haitzinger bediente sich häufig des Motivs des gehenden oder ankommenden Lotsen. Unter dem Titel Die Lotsen wollen an Bord kommentierte er die Auseinandersetzungen in der Union über den Kanzlerkandidaten für die Bundestagswahl 1980. Darauf sind die beiden Anwärter Franz Josef Strauß und Ernst Albrecht zu sehen, die sich am Fallreep des Schiffes Kanzlerkandidaten ’80 prügeln. Von oben schaut ihnen lächelnd der damalige Bundeskanzler Helmut Schmidt zu, der die Wahl später auch gegen Strauß gewann.
Den Amtsantritt von Bundeskanzlerin Angela Merkel im Jahr 2005 kommentierte Haitzinger mit einer Karikatur in der tz. Auf ihr ist der damalige Präsident der Europäischen Kommission José Manuel Barroso auf einem Schiff namens EU zu sehen, das auf Felsen aufgelaufen ist. Merkel betritt es von einem Boot aus über das Fallreep und wird von Barroso mit den Worten „Herzlich Willkommen …“ begrüßt. Untertitelt ist das Bild mit „… Lotsin, an Bord!“. Anlässlich des Rücktritts Edmund Stoibers vom Amt des Bayerischen Ministerpräsidenten und des CSU-Vorsitzenden im Jahr 2007 zeigte Haitzinger ihn, wie er von seinen Nachfolgern Erwin Huber (neuer Parteivorsitzender) und Günther Beckstein (neuer Ministerpräsident) von Bord des Schiffes CSU getragen wird. Unten wartet auf ihn ein Beiboot namens Brüssel, eine Anspielung auf Stoibers neuen Job in einer Arbeitsgruppe der Europäischen Kommission zum Bürokratieabbau. Zum Amtsantritt Barack Obamas 2009 stellte Haitzinger die USA als notgewassertes Flugzeug dar. Damit bezieht er sich auf die erfolgreiche Notwasserung des US-Airways-Flugs 1549 wenige Tage davor. Obama betritt den Flügel des Flugzeugs über ein Boot seines Namens und wird dabei von Uncle Sam mit einem „Hurra …“ begrüßt.

### Geflügelte Worte
Der Originaltitel „Dropping the Pilot“ hat auch abseits von Karikaturen Eingang in die englische Sprache gefunden. So wird „drop the pilot“ im Oxford Dictionary of English Idioms und dem Oxford Dictionary of Word Origins aufgeführt und als „abandon a trustworthy adviser“ („einen vertrauenswürdigen Berater fallenlassen“) umschrieben. Dabei wird ausdrücklich auf Tenniels Karikatur verwiesen. Das Bloomsbury Dictionary of Idioms beschreibt „drop the pilot“ als „dismiss the political leader“ („den politischen Führer entlassen“) und verweist ebenfalls auf die Karikatur als Ursprung der Redewendung.
Auch der gängige deutsche Titel „Der Lotse geht von Bord“ wurde zu einem geflügelten Wort für Führungswechsel, vor allem in der Politik. In der deutschsprachigen Presse wird er oft verwendet, so etwa beim Ende der Präsidentschaft Barack Obamas sowie bei den Rücktritten des österreichischen Bundeskanzlers Werner Faymann und des deutschen Außenministers Hans-Dietrich Genscher.

### Geschichtsunterricht
Dropping the Pilot ist unter seinem deutschen Titel Der Lotse geht von Bord sehr häufig in deutschen Geschichtsschulbüchern abgebildet. Die Interpretation der Karikatur ist eine häufige Aufgabe im Geschichtsunterricht in Deutschland.